# (10740) Fallersleben
(10740) Fallersleben (1988 RX2) – planetoida z pasa głównego asteroid okrążająca Słońce w ciągu 4,36 lat w średniej odległości 2,67 j.a. Odkryta 8 września 1988 roku.